# Бокканегра
Бокканегра — аристократичний рід з Генуезької республіки, що став відомим в XIII столітті. З родини Бокканегра походив перший капітано-дель-пополо та перший дож Генуезької республіки.

## Історія
Точне походження родини Бокканегра невідоме. Спочатку вони не належали до генуезької аристократії, а були радше пополанами (італ. popolare) або бюргерами. Першим відомим членом родини є певний «Букканігра», який з'являється в документах від 1201 року і вже протягом наступного покоління кілька членів родини засвідчені як купці, що торгували в Західному Середземномор'ї. У 1235 році членом Ради генуезької комуни був Рінальдо Бокканегра, а через 13 років — Маріно Бокканегра. Як і багато інших генуезьких родин, Бокканегра були активними учасниками Сьомого хрестового походу на чолі з французьким королем Людовиком IX і отримали значні прибутки від постачання для хрестоносців кораблів та провізії.
Гульєльмо Бокканегра був капітано-дель-пополо і фактичним диктатором у 1257—1262 роках, а його племінник Сімоне Бокканегра, який помер у 1363 році, був першим дожем Генуї. Бокканегра був змушений піти у відставку на публічних зборах, які він скликав у грудні 1344 року. Він відновив владу як дож у 1356 році і правив, поки не був смертельно отруєний у 1363 році.
Брат Симона, Еджідіо Бокканегра очолював генуезький флот у битві біля Сльойса і на чолі кастильського флоту брав участь в успішній облозі Альхесіраса, а син Егідіо Амбросіо Бокканегра був кастильським адміралом у битві при Ла-Рошелі.

## Відомі представники
- Гульєльмо Бокканегра (помер 1273), перший капітано-дель-пополо Генуї
- Симоне Бокканегра (помер 1363), перший дож Генуї
- Еджідіо Бокканегра (помер 1363), генуезький адмірал
- Амбросіо Бокканегра (помер 1373), кастильський мореплавець генуезького походження

## Персонажі в культурі
- головний герой «Симон Бокканегра», опера Джузеппе Верді 1847 року про Сімоне Бокканегра; також онука персонажа, Марія Бокканегра